# Ảnh hưởng của đại dịch COVID-19 đối với hàng không

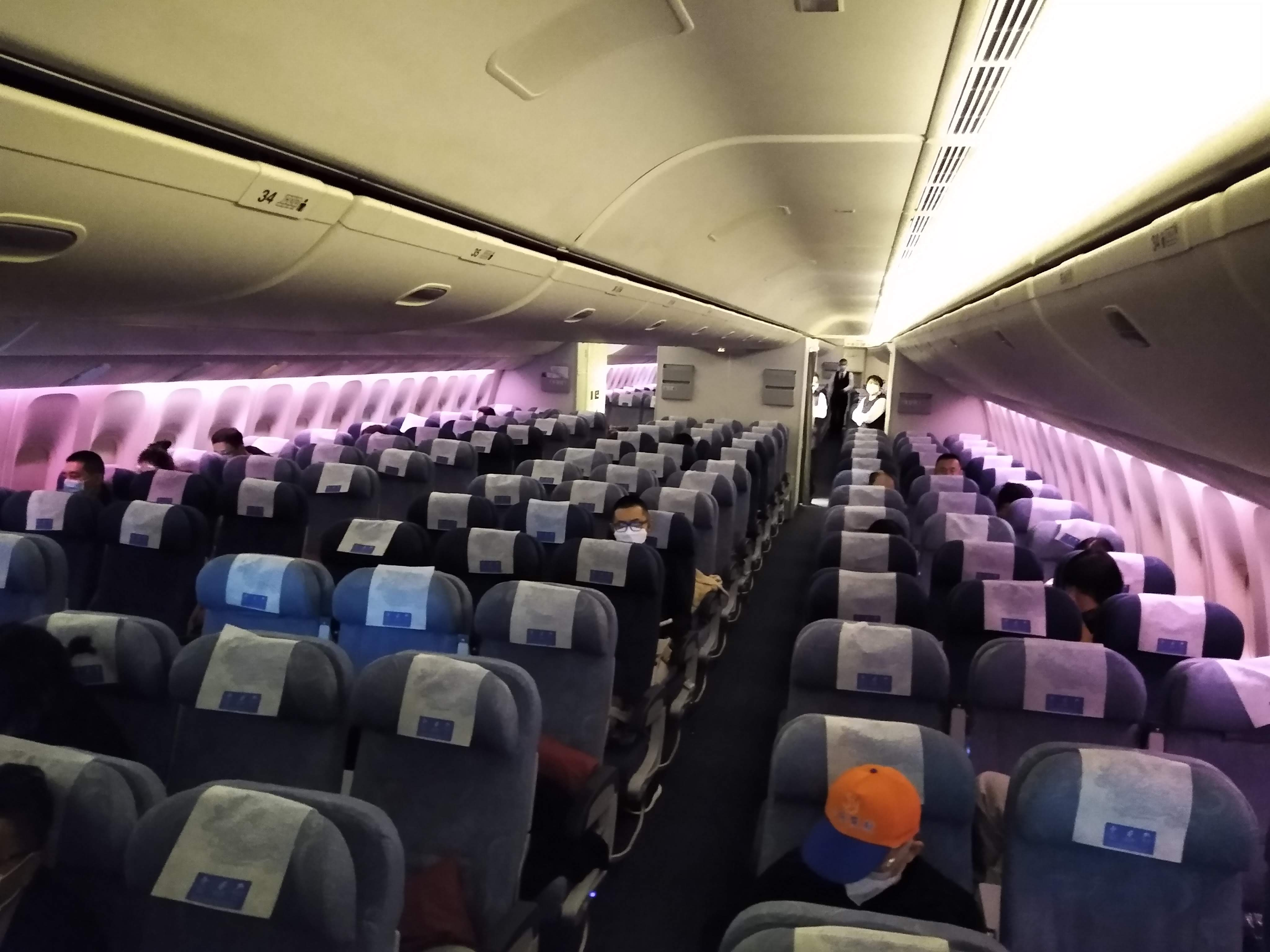
Một chuyến bay gần như trống không từ Bắc Kinh đến Los Angeles vào tháng 3 năm 2020

Đại dịch COVID-19 đã có tác động đáng kể đến ngành hàng không do những hạn chế đi lại cũng như sự sụt giảm nhu cầu của khách du lịch. Việc giảm đáng kể số lượng hành khách đã dẫn đến việc các máy bay không có hành khách vẫn bay giữa các sân bay và việc hủy các chuyến bay.

## Hàng không
Vào ngày 5 tháng 3 năm 2020, Hiệp hội Vận tải Hàng không Quốc tế ước tính rằng ngành hàng không có thể mất từ 63 đến 113 tỷ đô la Mỹ doanh thu do số lượng hành khách giảm. IATA trước đây đã ước tính khoản lỗ doanh thu là khoảng 30 tỷ đô la Mỹ, hai tuần trước khi thực hiện ước tính mơi vào ngày 5 tháng 3. Đến ngày 17 tháng 3, IATA đã tuyên bố rằng ước tính ngày 5 tháng 3 của nó là "lỗi thời" và các hãng hàng không sẽ cần đến 200 tỷ đô la tiền cứu trợ để có thể sống sót qua cuộc khủng hoảng. Oliver Wyman báo cáo rằng các hãng hàng không châu Á đã giảm 23% số ghế ngồi x dặm bay vào tháng 3 năm 2020. Tại châu Âu, tác động của đợt bùng phát dự kiến sẽ đẩy nhanh quá trình hợp nhất doanh nghiệp trong ngành hàng không. Theo tư vấn của Trung tâm hàng không CAPA, hầu hết các hãng hàng không sẽ bị phá sản vào cuối tháng 5 năm 2020.
Nhu cầu đi lại bằng đường hàng không tăng 2,4% so với cùng kỳ vào tháng 1 năm 2020, mức thấp nhất kể từ vụ phun trào Eyjafjallajökull tháng 4 năm 2010, mặc dù sự gián đoạn du lịch do coronavirus chỉ bắt đầu vào cuối tháng 1. Mặc dù thiếu hành khách, các quy định liên quan đến các chuyến bay ban đầu đã buộc các hãng hàng không Anh bay các máy bay không có khách đến các sân bay châu Âu để tránh mất chỗ của họ. Mặc dù giá nhiên liệu giảm (do cuộc chiến giá dầu giữa Nga và Ả Rập Xê Út) khoảng 25%, nhưng nó không thể bù đắp cho sự giảm nhu cầu bay. Google Trends chỉ ra rằng các bộ phận dịch vụ khách hàng của hãng hàng không đã nhận được sự gia tăng lớn nhất trong các tìm kiếm trực tuyến trong khoảng từ tháng 2 đến tháng 3 năm 2020 so với bất kỳ bộ phận dịch vụ khách hàng nào khác trong khoảng thời gian đó.

## Hãng hàng không

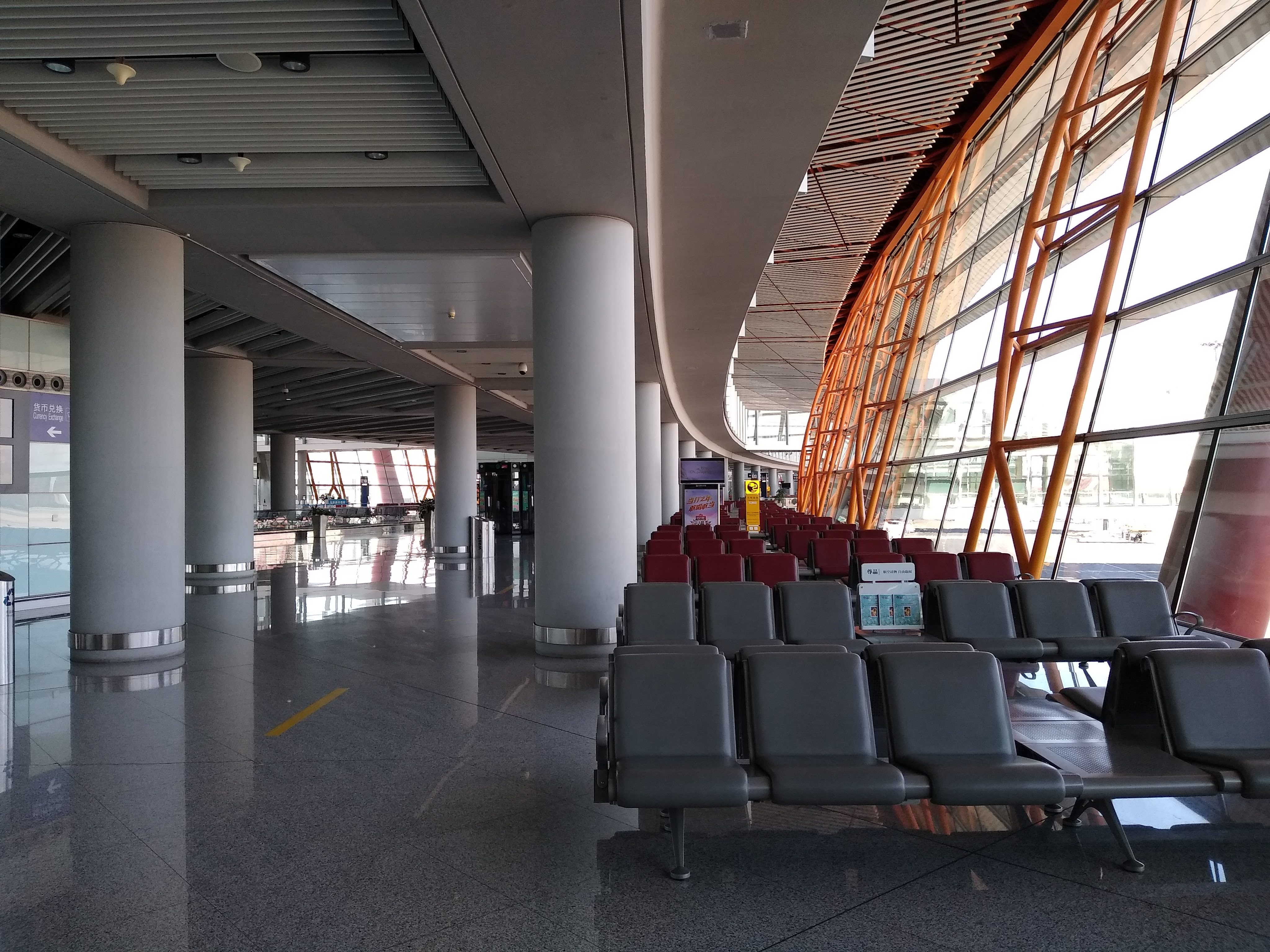
Không có hành khách nào có mặt trong khu vực khởi hành quốc tế tại Sân bay Quốc tế Thủ đô Bắc Kinh

- Chủ tịch của Air France-KLM, ông Benjamin Smith đã tuyên bố trong một đoạn video ghi lại cho nhân viên rằng tình huống này là "chưa từng có". Financial Times cho biết chính phủ Pháp đang tìm cách cung cấp tiền cho hãng hàng không này.[12]
- Air New Zealand cắt giảm 85% công suất đường dài và đình chỉ một số tuyến đường dài. Công suất tuyến nội địa đã giảm 30% và công ty tạm dừng hoạt động kinh doanh.[13]
- Quá trình bán hàng của hãng vận chuyển cờ Alitalia của Ý đã được đẩy nhanh, với việc chính phủ Ý cắt giảm thời hạn cho các nhà đầu tư quan tâm để gửi đề nghị từ ngày 31 tháng 5 đến 18 tháng 3.[14] Trong khoảng thời gian từ 2 đến 9 tháng 3 - khi chính phủ Ý tuyên bố phong tỏa quốc gia - năng lực của Alitalia trong các chuyến bay quốc tế đã giảm 22%.[15]
- American Airlines vào tháng 3 năm 2020 đã giảm 10% các chuyến bay quốc tế (55% cho các tuyến xuyên Thái Bình Dương) và các chuyến bay nội địa giảm 7,5%.[8]
- Giám đốc điều hành của British Airways Álex Cruz thông báo cho nhân viên rằng BA đang phải đối mặt với một cuộc khủng hoảng tồi tệ hơn hậu quả của vụ dịch SARS hoặc các vụ tấn công 11/9 và viết rằng "nhiều việc làm sẽ bị mất - có thể trong một thời gian ngắn, có thể là lâu dài".[16]
- Cathay Pacific đã hủy 3/4 chuyến bay vào tháng 3 năm 2020, so với kỳ vọng ban đầu là 40%.[17]

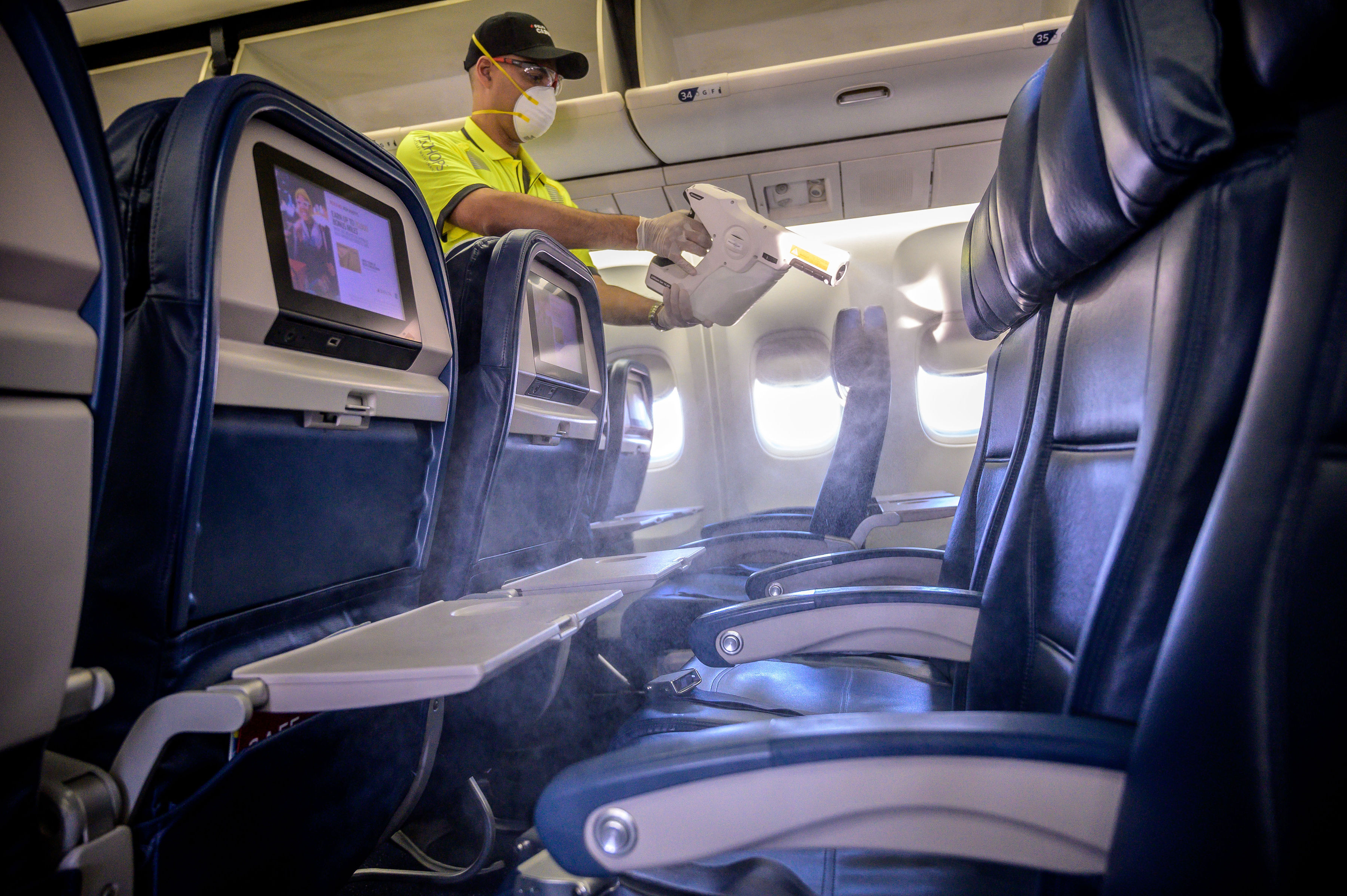
Một nhân viên khử trùng trên máy bay Delta Boeing 757.

- Delta Airlines tuyên bố vào tháng 3 năm 2020 rằng họ sẽ giảm 20 chuyến bay quốc tế 20-25% và các chuyến bay nội địa giảm 10-15%. Hãng cũng đóng băng việc thuê thêm và đình chỉ mua lại cổ phần.[8] Hãng hàng không hồi tháng 3 đã báo cáo giảm 25% lượng đặt phòng và CEO Ed Bastian nhận xét rằng cú đánh vào nhu cầu của hành khách tương tự như tác động của vụ tấn công 11/9 đối với du lịch hàng không.[18]
- Tính đến  tháng 3 năm 2020, Finnair tuyên bố bắt đầu đàm phán về việc sa thải ngắn hạn cho tất cả nhân viên của mình.[19] Đến ngày 10 tháng 3, 3.800 chuyến bay của hãng đã bị hủy vào năm 2020 và Finnair tuyên bố sẽ giảm 20% chuyến bay đến các điểm đến châu Âu.[20] Đến ngày 16 tháng 3, Finnair theo sau với thông báo giảm 90% công suất bay Tính đến  ngày 1 tháng 4 năm 2020.[21]
- Hãng hàng không Flybe của Anh, đã gặp khó khăn về tài chính trước khi bùng phát virus, đã tham gia quản trị vào ngày 5 tháng 3 năm 2020 do ảnh hưởng của coronavirus.[3]
- Tập đoàn hàng không quốc tế (bao gồm British Airways, Iberia và Aer Lingus) tuyên bố giảm 75% công suất hành khách trong 2 tháng vào giữa tháng 3 năm 2020. CEO Willie Walsh nhận xét rằng "không có gì đảm bảo rằng nhiều hãng hàng không châu Âu sẽ tồn tại".[22]
- JetBlue đang cắt giảm 5% công suất và nói rằng nhu cầu giảm còn tệ hơn so với các cuộc tấn công ngày 11 tháng 9.[23]
- Korean Air cho ngừng bốn phần năm năng lực bay quốc tế.[1]
- Norwegian Air đã hủy 85% các chuyến bay và tạm thời sa thải 90% nhân viên của mình.[24]
- Philippine Airlines đã hủy 69 chuyến bay hàng tuần đến Trung Quốc và 17 chuyến bay hàng tuần đến Hàn Quốc, trong khi cố gắng khám phá các tuyến mới đến Úc, Malaysia và Indonesia để bù đắp doanh thu bị mất.[17]
- Qantas giảm công suất cho các tuyến quốc tế của mình khoảng 25% và hạ cánh tám trong số mười máy bay Airbus A380 của họ.[2]
- Ryanair đã gửi một bản ghi nhớ nội bộ thông báo cho nhân viên rằng họ có thể yêu cầu họ nghỉ phép không lương do thay đổi lịch trình chuyến bay.[16]
- Spirit Airlines đang cắt giảm giá vé tới 70% và giảm khoảng 5% công suất tháng 4 năm 2020.[25]
- United Airlines tuyên bố sẽ giảm 10% công suất bay nội địa và 20% công suất bay quốc tế vào tháng 4 năm 2020. Nó cũng bảo đảm US $ 2   tỷ đồng cho vay để đảm bảo dự trữ tiền mặt của nó.  United sau đó tuyên bố vào ngày 15 tháng 3 năm 2020 rằng họ sẽ cắt giảm 50% công suất bay vào tháng 4 và tháng 5 năm 2020.[26]